# Paul Marmet
Pour les articles homonymes, voir Marmet.
Paul Marmet (20 mai 1932 à Lévis, Québec - 20 mai 2005 à Ottawa, Ontario) est un physicien canadien, mieux connu pour avoir développé, avec son mentor Larkin Kerwin, un sélecteur d'électrons à haute résolution pour l'étude des états électronique des ions. Cet instrument, à l'aide d'un spectromètre qu'il a aussi dévéloppé, avait une résolution en énergie supérieure aux instruments précédents. Il était employé par nombreux scientifiques aux études de la diffusion des électrons, ce qui a mené à la découverte de l'excitation vibrationnelle accrue en azote, et des résonances de Feshbach,.
Marmet et son groupe de recherche ont employé le sélecteur d'électrons pour découvrir des états atomiques et moléculaires qui sont excités par l'impact électronique mais non par des photons. Des exemples sont des états doublement excités auxquels l'absorption d'un photon est interdite par les règles de sélection, et des résonances d'ion négatifs auxquels l'électron incident est temporairement lié à l'atome ou à la molécule cible,.

## Biographie
Il possède un baccalauréat en sciences de l'Université Laval (1956) et un doctorat en sciences de la même université (1960). Il a effectué un an d'études postdoctorales au CSIRO à Melbourne, Australie.
De 1961 à 1984, il occupe différents postes à l'Université Laval : professeur agrégé, professeur chercheur et professeur titulaire. De 1967 à 1982, il est directeur au Laboratoire de physique atomique et moléculaire du département de physique.
De 1984 à 1991, il est agent de recherche senior pour l'Institut Herzberg d'astrophysique au Conseil national de recherches du Canada (CNRC).
Il a participé à la promotion de l'établissement du premier télescope astronomique de recherche au Québec. Il participa aussi au projet de l'Observatoire Canada-France-Hawaï.

## Critique de la relativité, la théorie quantique et le "Big Bang"
Dans ses dernières années Marmet devient critique franc des théories de la relativité restreinte et de la relativité générale. Il est aussi l'auteur d'une critique radicale de l'interprétation de Copenhague de la mécanique quantique. En plus il émet l'hypothèse d'une interaction photon-matière produisant un décalage vers le rouge qui entrerait en contradiction avec l'explication officielle du décalage vers le rouge des galaxies et qui invaliderait la théorie du Big Bang. Ses idées sur ces questions ne sont pas acceptées par la communauté scientifique.

## Honneurs
- 1971 : Médaille Herzberg de l'Association canadienne des physiciens et physiciennes
- 1976 : Prix Léo-Pariseau
- 1977 : Service Award de la Société royale d'astronomie du Canada
- 1981 : Officier de l'ordre du Canada

- Membre de la Société royale du Canada.

## Œuvres
- 1969 : High Resolution Electron Beams and their Applications, en collaboration
- 1981 : A New Non-Doppler Redshift
- 1993 : Absurdities in Modern Physics: A Solution
- 1997 : Einstein`s Theory of Relativity versus Classical Mechanics

Il a rédigé de nombreux articles sur la spectrographie, entre autres.